# Paweł Finder

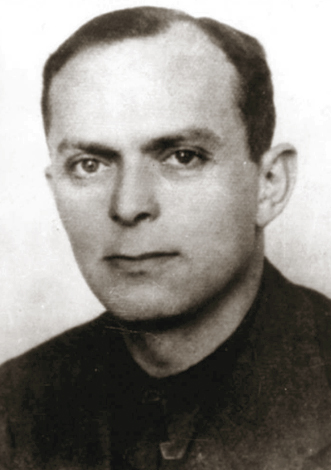
Paweł Finder

Paweł Finder (eigentlich Pinkus Finder; * 19. September 1904 in Leszczyny (deutsch Nussdorf), heute ein Stadtteil von Bielsko-Biała; † 26. Juli 1944 in Warschau) war ein polnischer kommunistischer Aktivist.
Finder, der aus einer jüdischen Ladenbesitzerfamilie in der damaligen österreichischen, schlesisch-galizischen Doppelstadt Bielitz und Biala stammte, begeisterte sich in seiner Jugendzeit für den Zionismus und besuchte Palästina. Während seines Studiums der Chemie in Wien, Mülhausen und Paris entdeckte er den Kommunismus. Von 1922 bis 1924 war er Mitglied der Kommunistischen Partei Österreichs, von 1924 bis 1928 der Kommunistischen Partei Frankreichs. In seiner Zeit in Frankreich arbeitete er u. a. als Assistent von Frédéric Joliot-Curie, wurde 1928 wegen kommunistischer Aktivitäten jedoch des Landes verwiesen. Er kehrte nach Polen zurück und betätigte sich von da an in der Kommunistischen Partei Polens. 1934 wurde er verhaftet und zu zwölf Jahren Gefängnis verurteilt. Diese Haftzeit rettete ihm vermutlich das Leben, weil die Führungsspitze der KPP 1938 auf Geheiß Stalins nach Moskau gelockt, dort teilweise ermordet, teilweise 1939 an die Nazis übergeben wurde. Im September 1939 verließ Finder das Gefängnis in Rawicz und floh in die Sowjetunion. Am 27. Dezember 1941 kehrte er mit einem Fallschirm aus einem Flugzeug abgesprungen in den polnischen Untergrund zurück. Als Mitglied der Führungstrojka der neuen Polnischen Arbeiterpartei fungierte er bis November 1942 als deren stellvertretender Vorsitzender. Nach der Ermordung Marceli Nowotkos und der deshalb vorgenommenen standrechtlichen Erschießung seines Vorstandskollegen Bolesław Mołojec wurde er Parteichef. Am 14. November 1943 wurde er gemeinsam mit Małgorzata Fornalska, der damaligen Ehefrau Bolesław Bieruts, von der Gestapo verhaftet und ins Pawiak-Gefängnis nach Warschau gebracht. Bei dessen Auflösung im Juli 1944 wurde er erschossen.
In der Volksrepublik Polen gehörte Finder zu den Heldenfiguren der kommunistischen Propaganda. Nach ihm wurden Schulen, Straßen und Schiffe benannt.